# Camino del Peral

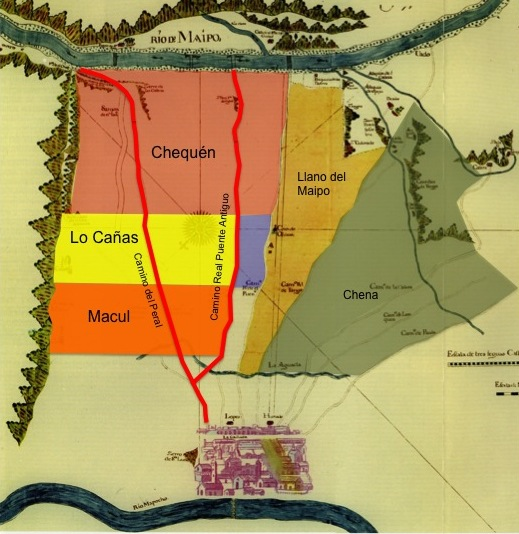
Figura 1. Se observa en trazo rojo el camino del Peral-Chequén y el camino del Puente Antiguo. Se destacan además las principales haciendas o chacras del sector sur-oriente y sur poniente de la ciudad de Santiago de Chile en el período colonial. En color violeta se muestra un terreno de la familia Jaraquema denominado tierras de los Xaras e inmediatamente al norte de él las tierras de la hacienda del Convento de San Francisco denominadas Monte Albernas(sin color).

El camino del Peral o camino del Chequén (ver Hacienda del Chequén) al camino colonial que se dirigía de la ciudad de Santiago de Chile al Cajón del Maipo. Este camino no debe confundirse con el Camino real del Puente Antiguo (correspondiente aproximadamente a la actual avenida Vicuña Mackenna) que se localizaba más al poniente de éste pero probablemente compartían un tronco común a la salida de Santiago. Su trazado corresponde aproximadamente a la actual Avenida La Florida. 

## Historia
Este camino tomó su nombre de las tierras de la Hacienda del Chequén o después hacienda del Peral de propiedad de la Compañía de Jesús. Se localizaba más al oriente que el Camino real del Puente Antiguo, pero probablemente en su origen compartían un tronco común a la salida de la ciudad de Santiago de Chile (en dicha época la salida de Santiago se encontraba localizada en el cruce del Zanjón de la Aguada con la actual Avenida Vicuña Mackenna). Después de cruzar de norte a sur las tierras de la Hacienda de Macul, ambos caminos se escindían en una sección oriente (camino del Peral propiamente tal) y una sección poniente (Camino real del Puente Antiguo). En planos del siglo XVIII lo denominan también camino del Cerro de las Cabras (nombre también utilizado en algunos documentos coloniales para el Camino real del Puente Antiguo). Aún a inicios del siglo XX se le indica como lindero principal al poniente de las chacras surgidas de la parcelación de la hacienda de Lo Cañas (ver detalles en artículo Historia de la hacienda de lo Cañas).